# Andreas Gryphius
Andreas Greif, cunoscut sub pseudonimul Andreas Gryphius, (n. 11 octombrie 1616 - d. 16 iulie 1664) a fost un scriitor german.
Exponent reprezentativ al barocului german, lirica sa este străbătută de accente pesimiste și evocă pagini dramatice de istorie.
Dramele sale au un caracter eroic sau religios și relevă antiteza tragică dintre iluzie și realitate.
Comediile sale sunt pline de vivacitate și umor popular pe tema labilității condiției terestre.

## Scrieri
- 1643: Ode ("Oden")
- 1643: Sonete ("Sonnete")

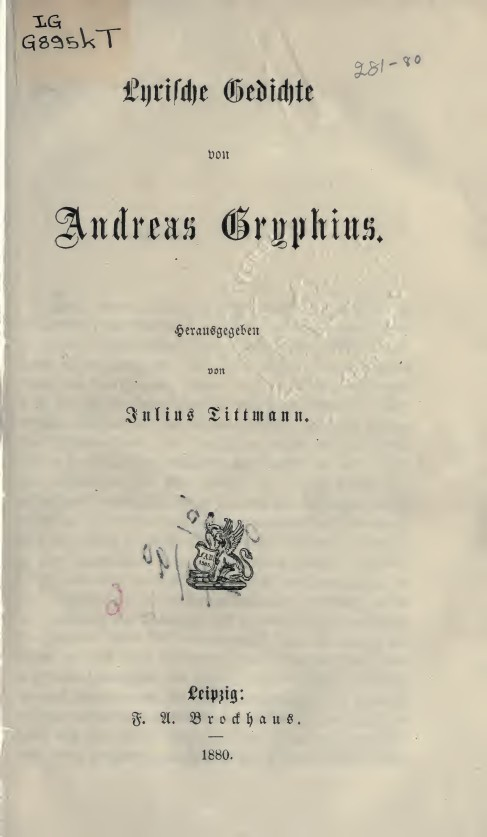
Lyrische Gedichte (1880)

- 1657: Cardenio și Celinda ("Cardenio und Celinda")
- 1663: Horribilicribrifax.